# Быков, Виктор Филиппович
Виктор Филиппович Быков (10 мая 1953 года, Ургут, Узбекская ССР, СССР — 1 января 2023 года, Нижний Новгород, Россия) — советский и российский архитектор, преподаватель высшей школы. Заслуженный архитектор Российской Федерации (2007). Советник РААСН. Главный архитектор Нижнего Новгорода (2011—2018).
Архитектурные работы В. Ф. Быкова получили общероссийское и международное признание, его архитектурное творчество многом определило современный облик Нижнего Новгорода. Много преподавал, выступил как эффективный управленец в области городского строительства.

## Биография
Родился 10 мая 1953 года в городе Ургут в Узбекской ССР. Окончил архитектурный факультет Таджикского политехнического института (1976). Четыре года отработал в Душанбе по специальности на должностях архитектор и старший архитектор в проектном институте «ДушанбеГипрогор». В 1980 году переехал в Нижний Новгород (тогда — город Горький), начал работать в «Горьковгражданпроекте» (1980—1994). Был принят в члены Союза архитекторов
В 1991 году создал собственную архитектурную мастерскую («Творческая мастерская архитектора Быкова», реализовано более 50 проектов).
В своей работе В. Ф. Быков решал сложные градостроительные задачи и проблемы, актуальные для своего времени: перерабатывал типовые проекты (комплекс для юных спортсменов на базе типового проекта общежития), разрабатывал первый опытный проект строительства в историческом центре города, приспосабливал долгострой к полноценному функционированию, радикально изменяя исходный вариант (Дом актёра, был спроектирован в начале 1970-х годов в виде гигантской складчатой стены, строительство было «заморожено» после Олимпиады-80), отрабатывал новые архитектурные технологии и типологии создания зданий многофункциональных и универсальных деловых центров («Этажи», «Айсберг», «Фантастика»). Современники отмечали его смелость, интуицию и профессионализм, позволявшие решать сложные задачи, возможно, опережая время — впервые предлагая подходы, которые будут востребованы впоследствии.
Выполнил ряд художественных работ, отмеченных премиями Нижнего Новгорода в области изобразительного искусства — за монументально-декоративную роспись фасада клубного дома на улице Нижегородской (2012); за памятник преподобному Сергию Радонежскому на Ильинской улице (2016).
Преподавал в Нижегородском государственном архитектурно-строительном университете на кафедре архитектурного проектирования, доцент. В учебном процессе Управлением главного архитектора города практиковалось привлечение студентов к реальным городским разработкам: это позволяло обучающимся действительно овладевать ситуацией, знать, в каком направлении развивается город. Одобрял организуемые городскими властями архитектурные выставки, которые вырабатывают у людей мировоззрение, уважение к себе, городу и стране.
Член правления нижегородского отделения Союза архитекторов России (1997). Заслуженный архитектор Российской Федерации (2007)
Скончался 1 января 2023 года. Похоронен на Бугровском кладбище Нижнего Новгорода.

## Известные работы в Нижнем Новгороде

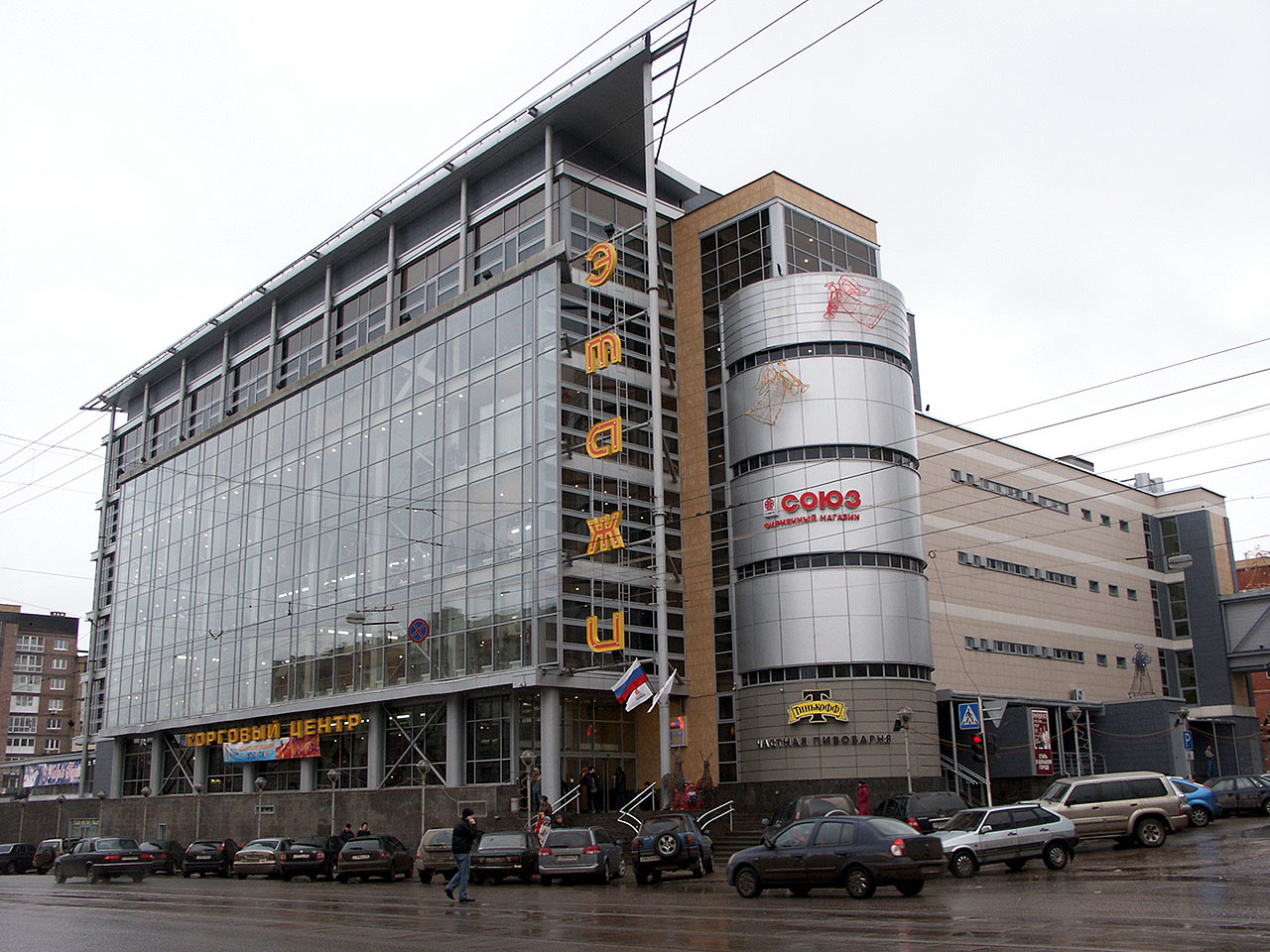
ТЦ «Этажи»

- Дом актёра на улице Пискунова, 10[5].
- Училище олимпийского резерва (соавт. А. Харитонов, Е. Пестов, А. Сазонов, 1989) на улице Ванеева, 110Б.
- ДЦ «Айсберг» (соавт. А. Сазонов, Д. Слепов, 2001) на Октябрьской площади (включён в коллекцию современной архитектуры Музея архитектуры имени А. В. Щусева, Золотой диплом фестиваля «Зодчество-2002», победитель рейтинга архитектуры Н.Новгорода за 2000—2001).
- ТЦ «Этажи» (2003) на улице Белинского, 63 (признан лучшим общественным зданием России и награждён золотой медалью на X международном архитектурном триеннале «Интерарх-2003» в Софии, Болгария; Золотой диплом фестиваля «Зодчество−2003», премия Нижнего Новгорода в области архитектуры и наивысший рейтинг архитектуры Н. Новгорода за 2005 год)[12]
- Административно-офисное здание Сбербанка РФ на Варварской улице, 27/8 (Бронзовый диплом фестиваля «Зодчество-2006», премия Нижнего Новгорода в области архитектуры за 2007, победитель рейтинга архитектуры Н.Новгорода за 2006)
- ТЦ «ФАНТАСТИКА» на улице Родионова, 187В, (2009, Премия Нижнего Новгорода в области архитектуры за 2009)
- БЦ «Лобачевский Plaza» на Октябрьской улице, 16/10 (Диплом фестиваля «Зодчество-2008», премия Нижнего Новгорода в области архитектуры за 2010).
- Офисное здание на Канавинской улице (Победитель рейтинга архитектуры Н.Новгорода за 2005)
- Жилой дом на Провиантской улице (Серебряный диплом «Зодчество-2005»)
- Жилой дом на площади Горького (Серебряный диплом «Зодчество−2000», премия Нижнего Новгорода в области архитектуры за 2002)
- Жилой дом на Верхнее-Волжской набережной (Бронзовый диплом фестиваля «Зодчество-2004»)
- Жилой дом на Казанском шоссе, 56 («Дом с зонтиком»)
- Жилой комплекс «Молодежный» в Автозаводском районе.
- Административное здание «Корона» на улице Минина, 4
- Пристрой к дому Пудова на улице Минина, 29
- Здание Фонда социального страхования на улице Минина, 20А

В 2013 году выступил с концепцией благоустройства и реновации Ильинской улицы на участке от Зеленского съезда до улицы Маслякова.